# Вайншток, Сильвия
Си́львия Вайншто́к (англ. Sylvia Weinstock), в девичестве — Си́лвер (англ. Silver; 28 января 1930, Бронкс, Нью-Йорк — 22 ноября 2021, Трайбека) — американский пекарь и декоратор тортов.

## Ранние годы и образование
Сильвия Вайншток, в девичестве Силвер, родилась 28 января 1930 года в Бронксе, Нью-Йорк, а выросла в Уильямсбурге, Бруклин. Её семья жила над собственным магазином спиртных напитков, который позже стал пекарней.
Вайншток получила степень бакалавра психологии в Хантерском колледже (1951) и степень магистра образования в Колледже Квинса (1973).

## Карьера
Вайншток работала учителем начальной школы на Лонг-Айленде. Она начала выпекать торты для местных ресторанов и поступила в ученики к кондитеру Джорджу Келлеру по совету Андре Солтнера из Lutèce. Вайншток основала бизнес по производству тортов в возрасте 50 лет, после того как вылечилась от рака молочной железы. Уильям Гринберг, владелец пекарни, начал рекомендовать ей клиентов для свадебных тортов. Переехав на Манхэттен из Лонг-Айленда, она начала выпекать для частных мероприятий в таких заведениях, как отель Carlyle. В 1983 году Вайншток и её муж переоборудовали склад в Трайбеке в четырёхэтажный дом и штаб-квартиру Sylvia Weinstock Cakes.
Вайншток создавала торты для многих знаменитостей, включая Опру Уинфри, Ким Кардашьян и Марту Стюарт. Она предпочитала не использовать мастику, описывая её как «дешёвую и простую», и отдавала предпочтение сливочному крему, сахарным цветам и трафаретным рисункам. Журнал Bon Appétit окрестил Вайншток «Леонардо да Винчи свадебных тортов».
После ухода из коммерческой выпечки Вайншток появлялась в гостьи и приглашённого судьи в различных кулинарных шоу, и преподавала украшение тортов в Институте кулинарного образования.

## Личная жизнь
В 1949 году она вышла замуж за Бенджамина Вайнштока (1925—2018). Они поселились в Массапекуа, Нью-Йорк, и вырастили трёх дочерей: Эллен, Эми и Джанет. Вайншток умер 13 мая 2018 года на 94-м году жизни. 

## Болезнь и смерть
Летом 2021 года у Вайншток была диагностирована миеломная болезнь, от которой она умерла 22 ноября того же года в Трайбеке на 92-м году жизни.

## Публикации
- Weinstock, Sylvia. Sweet Celebrations: The Art of Decorating Beautiful Cakes / Sylvia Weinstock, Kate Manchester. — New York, NY : Simon & Schuster, 1999. — ISBN 9780684846750.
- Weinstock, Sylvia. Sylvia Weinstock's Sensational Cakes. — New York, NY : Stewart, Tabori & Chang, 2008. — ISBN 9781584797180.

## Фильмография
| Год       |   | Русское название | Оригинальное название | Роль              |
| --------- | - | ---------------- | --------------------- | ----------------- |
| 2008—2011 | с | Сплетница        | Gossip Girl           | в роли самой себя |